# ملیکا دابوویچ
ملیکا دابوویچ (سیریلیک صربی: Милица Дабовић؛ زادهٔ ۱۶ فوریهٔ ۱۹۸۲) بازیکن بسکتبال اهل صربستان است.
وی در مسابقات کشوری و بین‌المللی در مجموع برندهٔ ۱ مدال طلا، ۱ مدال برنز شده‌است.